# San Vincenzo La Costa
San Vincenzo La Costa é uma comuna italiana da região da Calábria, província de Cosenza, com cerca de 2.041 habitantes. Estende-se por uma área de 16 km², tendo uma densidade populacional de 128 hab/km². Faz fronteira com Montalto Uffugo, Rende, San Fili.

## Demografia
| Variação demográfica do município entre 1861 e 2011                               |
|                                                                                   |
| Fonte: Istituto Nazionale di Statistica (ISTAT) - Elaboração gráfica da Wikipedia |